# Municipio de Forrest
El municipio de Forrest (en inglés: Forrest Township) es un municipio ubicado en el condado de Livingston en el estado estadounidense de Illinois. En el año 2010 tenía una población de 1605 habitantes y una densidad poblacional de 17,04 personas por km².

## Geografía
El municipio de Forrest se encuentra ubicado en las coordenadas 40°42′59″N 88°24′37″O / 40.71639, -88.41028. Según la Oficina del Censo de los Estados Unidos, el municipio tiene una superficie total de 94.17 km², de la cual 94,17 km² corresponden a tierra firme y (0 %) 0 km² es agua.

## Demografía
Según el censo de 2010, había 1605 personas residiendo en el municipio de Forrest. La densidad de población era de 17,04 hab./km². De los 1605 habitantes, el municipio de Forrest estaba compuesto por el 95,89 % blancos, el 0,44 % eran afroamericanos, el 0,06 % eran amerindios, el 0,12 % eran asiáticos, el 2,68 % eran de otras razas y el 0,81 % eran de una mezcla de razas. Del total de la población el 5,48 % eran hispanos o latinos de cualquier raza.